# Luis de Matos
Luís Manuel Curcialeiro Godinho de Matos ComIH, conocido como Luis de Matos (Mozambique, 23 de agosto de 1970) es un ilusionista portugués, participante habitual de numerosos programas de televisión en diversos países. 
Mago premiado a nivel internacional, es hasta la fecha el ilusionista de menor edad  galardonado con el Premio Devant, trofeo que otorga anualmente el centenario club londinense The Magic Circle.

## Biografía
Luis de Matos dejó Mozambique a los 5 años y se trasladó con sus padres a Portugal. En Coímbra estudió en la Escuela Superior Agraria y en el Instituto Politécnico, licenciándose en Producción Agrícola.
En cuanto a su actividad artística, presentó su primera ilusión mágica a los 11 años y desde entonces prosiguió con sus actuaciones hasta hacerse conocido, llegando a presentar varios programas en la televisión pública de Portugal (RTP). Comenzó sus apariciones televisivas en 1990, dos años después presentó su propia serie titulada Isto é Magia. Posteriormente creó varias series más para la (RTP1): Noite Mágica, Ilusões com Luis de Matos, Luis de Matos ao vivo, y Luis de Matos Mistérios. Participó también en otros programas de televisión en diversas partes del mundo, como Shalakabula (FORTA), Por arte de magia (Antena 3) o The Magicians (BBC). Desde 2006 participa los viernes en directo en el programa Luar de la Televisión de Galicia.
Simultáneamente a sus actividades televisivas, presentó por diversas ciudades de Portugal y España sus espectáculos teatrales, como CLOSE-UP, ENIGMA y actualmente CHAOS.
Realizó trabajos de consultoría mágica para el Teatro Nacional Doña María II, el Teatro Nacional de San Carlos y el Teatro Nacional São João. Fue director artístico del Campeonato Mundial de Magia en el año 2000, organizado por la Federación Internacional de Sociedades Mágicas (FISM) y actualmente produce varios festivales anuales de magia en Portugal.
En 1995 efectuó en directo ante la televisión portuguesa la predicción del número premiado en la lotería]con una semana de antelación.
Luis de Matos fue protagonista y autor de eventos multitudinarios, como el Récord Guinness conseguido al hacer que 52 001 pañuelos desapareciesen simultáneamente durante la ceremonia de inauguración del Estadio do Dragão.
En 2013 recibió en Los Ángeles, su tercera distinción de la Academy of Magical Arts, con la concesión del premio Special Fellowship donde puede leerse: 

«En reconocimiento a sus logros vanguardistas en magia y medios de comunicación. Como fundador y productor de Essential Magic Conference, sus incansables esfuerzos ayudaron a crear algo genuinamente nuevo, guiando la magia hacia el futuro».

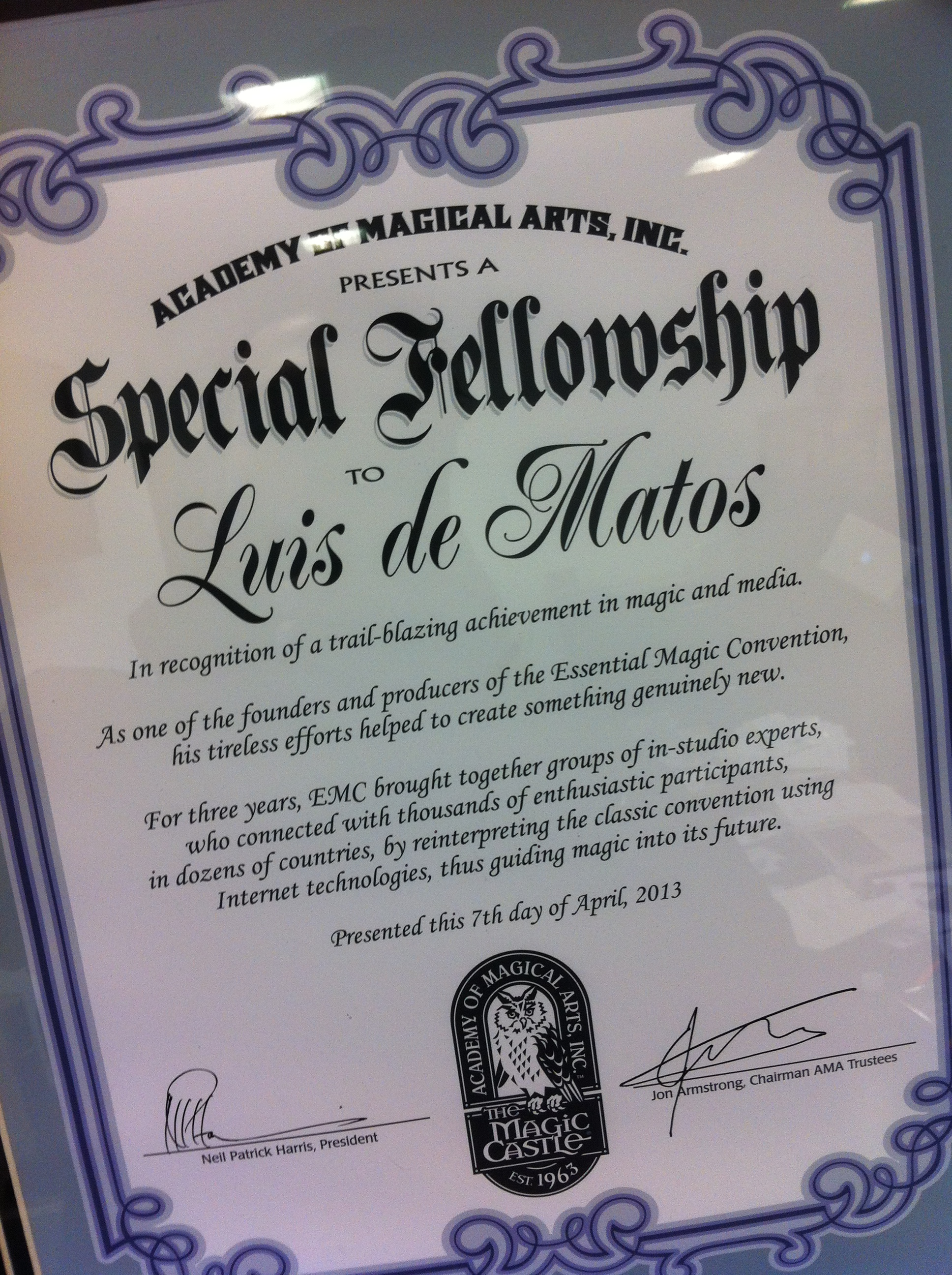
Premio Special Fellowship de la Hollywood Academy of Magical Arts, abril de 2013.

También en 2013 fue distinguido, bajo el lema El gran revolucionario de la magia, con el trofeo Grolla de Oro, un premio italiano que se atribuye desde 1953 a los mejores artistas en el campo del cine, la televisión, el periodismo, la música y la magia. 
El 19 de octubre de 2013, el club de magos internacional The Magic Circle otorgó a Luis de Matos el premio Devant, relevante trofeo que se concede a los artistas cuyo trabajo continuado contribuye de forma destacada al desarrollo de la magia. La media de edad de los laureados con este centenario galardón sobrepasa los setenta años, lo que denota que el trofeo sirve para premiar toda una vida de trabajo, dedicación y creatividad. Luis de Matos, con 43 años de edad y 25 de carrera artística, se convirtió en el receptor del premio de menor edad. Destacable también fue el cambio de tendencia en cuanto a la nacionalidad de los galardonados, pues, desde su fundación, todos los distinguidos con el premio Devant eran oriundos del Reino Unido o de los Estados Unidos de América, siendo Luis de Matos el primero en cambiar esa tradición.
La sede de Luis de Matos Produções es el ESTÚDIO33 en Ansião, en la zona centro de Portugal, en sus instalaciones se crean y producen espectáculos teatrales, se graban programas de televisión y se emiten en directo conferencias restringidas a la comunidad de magos profesionales.   Luis de Matos es cofundador y productor de la The Essential Magic Conference transmitido en directo por internet para 74 países en 2010, 2011 y 2012. También es productor y creador de Essential Magic Collection protagonizada por destacados magos internacionales.

## Carrera profesional

### Televisión
- 1990. Primera aparición pública en el especial Natal dos Hospitais de la RTP1 como presentador.
- 1991. Presenta la serie Espaço Mágico (13 Programas) en la RTP1.
- 1991. Escribe y presenta Isto é Magia (40 Programas) en la RTP1.
- 1991. Caça ao Tesouro (96 Programas) en la RTP1 como presentador.
- 1992. Escribe y presenta Isto é Magia (26 Programas) en la RTP1.
- 1994. Escribe y presenta Noite Mágica (26 Programas) en la RTP1.
- 1994. Presenta las eliminatorias del Festival  da Canção en la RTP1, en directo junto a Ana do Carmo.
- 1995. Presenta el programa de grandes entrevistas Domingo em Cheio! (10 Programas) en la RTP1.
- 1995. Interviene en los programas Magiskt Show de Suecia, World's Greatest Magic de la NBC de USA y en Champions of Magic de la ABC de USA.
- 1996. Escribe, produce y presenta el programa Ilusões com Luís de Matos (26 Programas) en la RTP1, contando con Sónia Araújo como asistente.
- 1996. Participa por segundo año consecutivo en Champions of Magic, producido por la ABC de Estados Unidos de América.
- 2001. Escribe, produce y presenta Luis de Matos Ao Vivo (13 Programas) en la RTP1.
- 2005. Presenta, con Catarina Furtado, la Gala Pirilampo Mágico en directo en la RTP1.
- 2006. Luis de Matos 3D (Especial Televisión) en la RTP1.
- 2006. Participa como artista residente en el programa Shalakabula (21 Programas), emitido simultáneamente por cuatro emisoras de televisión en España.
- 2006. Inicia la participación semanal en el programa Luar de la Televisión de Galicia (TVG), actualmente (2015) en la 10.ª temporada.
- 2008. Escribe, produce y presenta el programa Mistérios (13 Programas) en la RTP1.
- 2009. Participa en varios programas de televisión internacionales como Surprise, Surprise en Rumanía, y Le Plus Grand Cabaret du Monde, en Francia
- 2011. The Magicians, (5 Programas Especiales) grabados para la BBC de Reino Unido.
- 2011. Participa en directo en el espectáculo Portugal aplaude dedicado a las artes en la RTP1.
- 2012. This is Magic, (2 Programas Especiales) grabados para la MBC de Corea del Sur.
- 2013. Por arte de magia  grabado en España para Antena 3.

### Giras de Espectáculos
- 1999.A Magia de Luis de Matos- primera gira nacional llevando el espectáculo a 45 ciudades portuguesas, un total de 245 espectáculos realizados mediante el dispositivo diseñado por Luis de Matos llamado Teatro Móvel.
- 2001. Utopia - audiencia de 12.000 espectadores en el Pabellón Atlántico, en Lisboa.
- 2002. Luis de Matos CLOSE-UP - gira durante siete años por Portugal y España.
- 2004. Luis de Matos ENIGMA - gira durante cinco años por Portugal y España.
- 2012. Luis de Matos CHAOS - actualmente de gira por Portugal y España.
- 2013/2014. The Illusionists 2.0 - Australia -  Adelaida | en Her Majesty's Theatre (del 27 de diciembre al 5 de enero).
- 2014. 'The Illusionists 2.0 - Australia- Sídney - en Sydney Opera House (del 08 al 16 de enero).
- 2014. The Illusionists 2.0 - Australia- Brisbane - en QPAC Concert Hall (del 19 al 27 de enero).
- 2014. The Illusionists 2.0 - México - México, D.F. - en Auditorio Nacional (del 16 al 27 de julio).
- 2014. The Illusionists 2.0 - Nueva Zelanda - Auckland - en The Civic (deL 02 aL 13 de septiembre).
- 2014. The Illusionists 2.0 -  Abu Dabi - en Emirates Palace (del 25 al 29 de octubre).
- 2014. The Illusionists 2.0' - Dubái - en Dubai World Trade Center (del 30 de octubre al 05 de noviembre).
- 2014. 'The Illusionists 2.0 - Turquía - en Zorlu Center (del 13 al 17 de noviembre).

### Publicaciones

#### Libros
- O Mundo Mágico de Luis de Matos | Editora Gradiva | 1995 - Autor.
- Hocus Pocus de Paul Kieve | Editora Dom Quixote | 2009 - Prefacio de Luis de Matos.

#### DVD
- Luis de Matos HOME TOUR | publicado y distribuido por Jornal de Notícias | 2002 - Autor; Productor.
- Enciclopédia Mágica | publicado y distribuido por Jornal de Notícias | 2003 - Autor; Productor.
- Luis de Matos EXTREME Human Body Stunts for Professionals | Essential Magic Collection | 2009 - Autor; Productor.
- The Magic Square | Essential Magic Collection | 2011 - Autor; Productor.
- The Egg Bag| Essential Magic Collection | 2013 - Autor; Productor.
- The Floating Ball |  Essential Magic Collection | 2014 - Autor; Productor.

#### Cajas de Magia
- Luis de Matos MAGICUS | Incluye DVD Original | 2011 | Concentra.
- Isto é Magia! | 2006 | Concentra.
- SCHHH... Isto é Segredo! | Incluye VHS Original | Frenesim.

## Premios

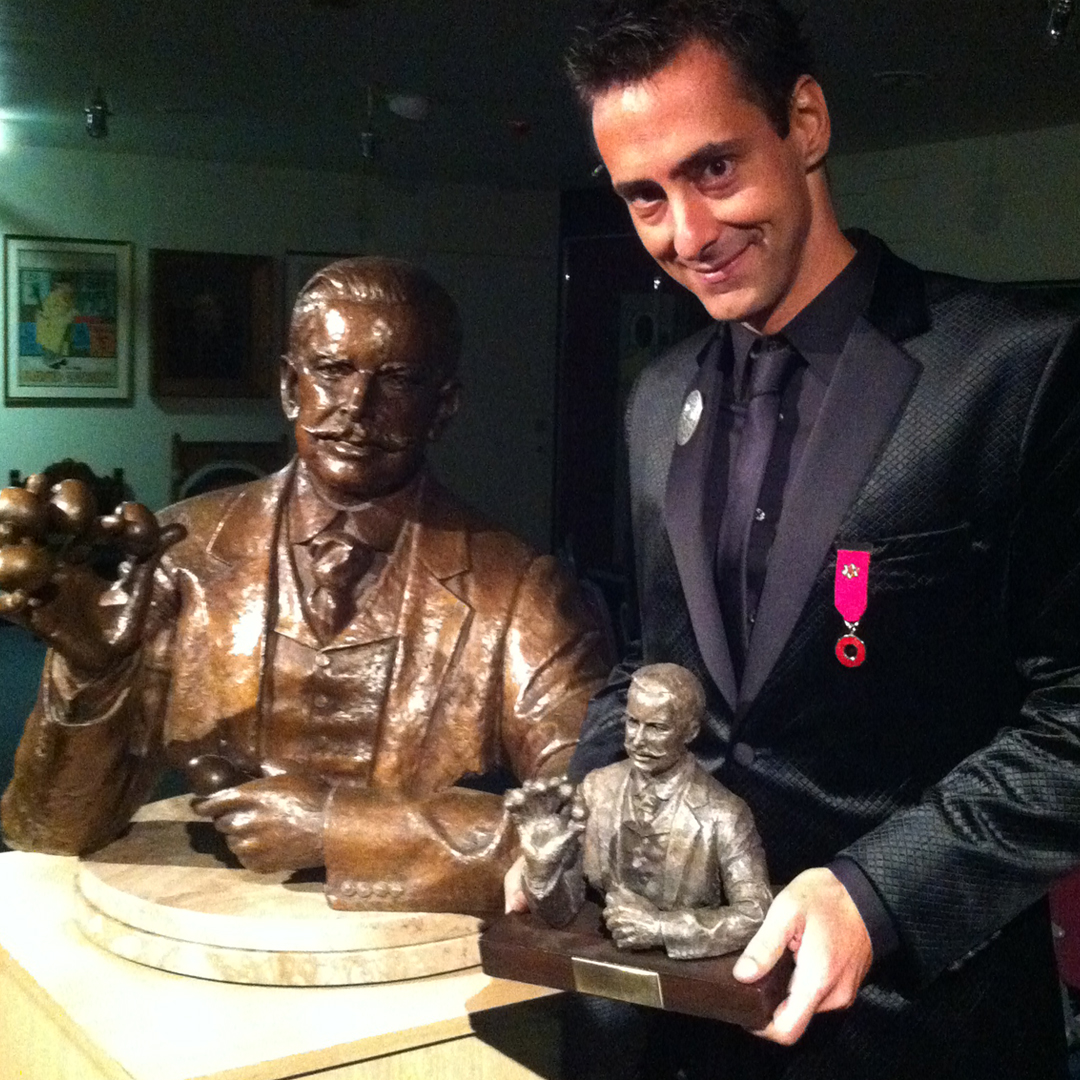
Luis de Matos recibiendo el Premio Devant de The Magic Circle en octubre de 2013.

- 1986 - Premio Revelación - 7.º Festival Internacional de Magia de Figueira da Foz
- 1987 - Segundo Premio en la categoría de Cartomagia - I Congresso Mágico Nacional de Figueira da Foz
- 1989 - Primer Premio en la categoría de Manipulación -  II Congresso Mágico Nacional de Figueira da Foz
- 1994 - Premio al Mérito - Hollywood Academy of Magical Arts
- 1996 - Trofeo Nova Gente - Votación popular
- 1998 - Premio Merlín, Mejor Mago de Cerca - International Magicians Society
- 1998 - Mago del Año - Hollywood Academy of Magical Arts
- 1999 - Mandrake de Oro - Académie Française des Illusionnistes
- 2010 - Premio Merlín, Mago de la Década - International Magicians Society
- 2013 - Premio Especial Fellowship - Hollywood Academy of Magical Arts
- 2013 - Grolla de Oro - The Masters of Magic[7]
- 2013 - Premio Devant - The Magic Circle[8]

## Condecoraciones
- 2013 - Condecorado con la Medalla de Oro de la Ciudad de Coímbra[9]
- 2014 - Condecorado con el grado de Comendador de la Orden del Infante Don Enrique[10]- Presidencia de la República Portuguesa